# Venray (plaats)

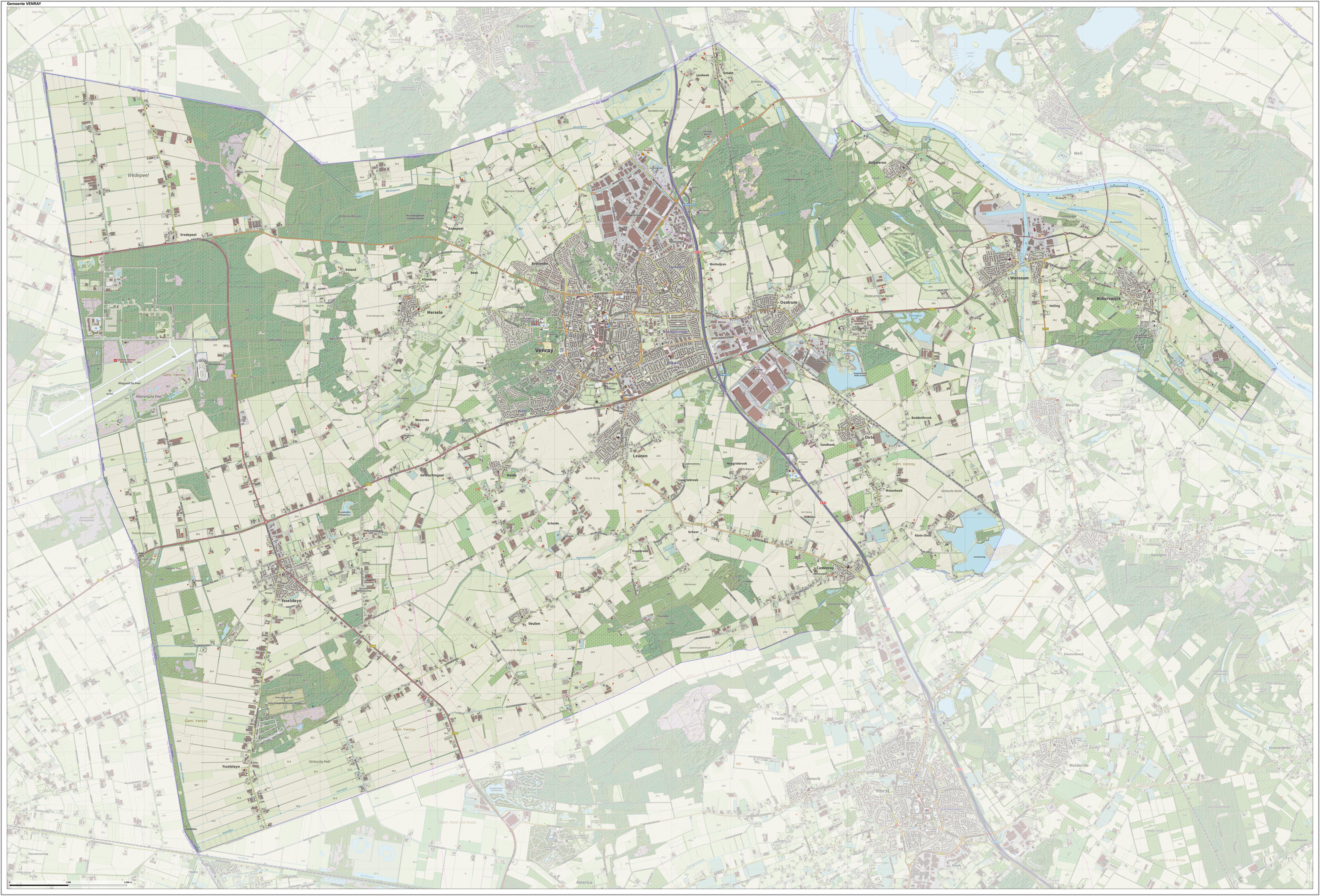
Topografische gemeentekaart van Venray, december 2015

Venray (uitspraakⓘ) (Venrays: Venroj of Rooj) is een plaats in de gelijknamige gemeente in Nederlands Limburg. De kern Venray ligt 36 kilometer ten zuiden van Nijmegen en 22 kilometer ten noordwesten van Venlo. Op 1 januari 2023 telde Venray 29.295 inwoners, op een oppervlakte van 15,9 km². Venray is na Venlo de tweede stedelijke kern van Noord-Limburg en de plaats heeft regionaal belang.

## Etymologie
Eerst Rodhe (1224) en Rode (1220, kopie 14e eeuw), later met Ven- ervoor: Venrode, Venroed, Venroyd, Venroy, Venrooy, en met a, ae, ai, ay in plaats van o, oe, oi, oy: Venrade, Venraed, Venraid, Venradt, Venrayde, Wenrait, Weenraid, Venray.
Eerste woorddeel misschien van venne "ven"; tweede woorddeel van rooien, ontginnen en voor bebouwing geschikt land maken door omhakken van bomen en het uit de grond trekken van de wortels. Veld- en plaatsnamen op -rode ontstonden vooral in de 12e tot 14e eeuw.
Vgl. Landgoed Venrode bij Sint-Michielsgestel en het dorpje Venrath bij Erkelenz in Duitsland.

## Dialect
Volgens Jac. van Ginneken hoort het Venrays dialect bij de groep Gelders-Limburgse streektalen.
Tekstvoorbeeld van de Venrayse streektaal:
’t Is enne vörm van waensdaenke, dat de sietewasie van vur de jaore saesteg terug te hale velt, már ’r is hoop. Daenk hiērbeej ‘s án de tekstdichters en zengers, die ien ’t lând groeët sukses hebbe mit de dialekte zoeë-as Ròwwen Hèze, Gerard van Maasakkers, Gé Reinders, Neet oét Lottem, Beppy Kraft, Normaal, en zoeë kan ik nog wel efkes durgaon. Nederland stöt ope vur de dialekte, már ’t is ’n kwestie van geduld. Räöstig waachte op d’n daag. (Van wie is dit ók al wér?)
Wat we nie meuge vergaete is, dat ’r ’n hieël groeët ántal Venrojenare òs mojje streektaal nog sprekt, schriēft en zingt en dat we òs de laeste jaore meuge verheuge ien ‘n toenimmende belángstelling vur ’t Venrods, zeker vanuut de butinge. Daenk hiērbeej án die Venrods praotende elders die òs mójste kultuūrgoēd nie án eur kiender wille onthâlde, án de vastelaovend- en tenieëlverieëneginge, án òs schriēvers, dichters en muzekânte die eur aege, as pure hobbie, ien eure vreejen tied bezig hâlde mit òs mójje taal.
Uitgaven in de Venrayse streektaal zijn onder andere het Venrays Woordenboek, Spreekwoordenboek in de Venrayse streektaal, Riek zònder caens, Kruumels van ’n boēretoffel, Rooy mien dörp ien de Piël, Gebruke ’t jaor roond en Zoeë was ‘t ien Venroj.

## Geschiedenis

### De legende van Sint Oda
Volgens een kort na 1527 in het Venrayse vrouwenklooster Jerusalem geschreven levensbeschrijving leefde de Heilige Oda enige tijd in Venray als kluizenares. Zij werd echter lastiggevallen door vervelende boeren (of eksters naargelang de legende) en vertrok daarom naar het later naar haar vernoemde Sint-Oedenrode. Op een heuvel bij de Hiept ten westen van Venray zou zij zich nog even omgedraaid en gesproken hebben: "Venray, eeuwig zal ik uw voorspraak blijven in de hemel". Sint Oda is daarom Venrays beschermheilige. Volgens de overlevering is zij in 726 in Sint-Oedenrode overleden.

### Middeleeuwen
Venray en omliggende kerkdorpen behoorden al vroeg in de 13e eeuw tot het graafschap Gelre. In 1224 schonk graaf Gerard III van Gelre het patronaatsrecht en de tienden van de kerk van Venray (Rodhe) aan de zojuist gestichte Munsterabdij van Roermond.
Het oudste cartularium van de Munsterabdij bevat overigens een afschrift (uit de 14e eeuw) van een oorkonde van paus Honorius III van 10 december 1220, waarbij de Munsterabdij al vier jaar eerder bevestigd wordt in het bezit van de tienden van Venray (Rode).
Schepenen zijn in Venray bekend vanaf 1323.
Vanaf de tijd dat Gelre was onderverdeeld in vier kwartieren lag Venray in het zogenaamde Overkwartier of Opper-Gelre, met Roermond (vanaf 1347) als bestuurlijk centrum. Dit kwartier was op zijn beurt (in ieder geval vanaf 1352) bestuurlijk onderverdeeld in ambten. Venray viel onder het ambt van Kessel (in het Land van Kessel) en werd als landsheerlijkheid bestuurd door de ambtman van Kessel als vertegenwoordiger van de hertog. De ambtman van Kessel woonde vanaf omstreeks 1400 in het kasteel van Horst.
In ieder geval tussen 1394 en 1402 werden in Venray munten geslagen, onder andere goudguldens, dubbele groten en groten. MONETA OPIDI VENRADEN staat er op een van de goudguldens.
In 1422 werd in Venray een huis of convent van Zusters van het Gemene Leven gesticht, het latere klooster Jerusalem. Vanaf 1467 leefden de zusters naar de regel van de Reguliere Kanunnikessen van de heilige Augustinus (vgl. Congregatie van Windesheim en Moderne Devotie) en werd het klooster officieel "klooster van de heilige Ursula met de elfduizend maagden en van de heilige Antonius Abt in Jerusalem bij Venray" genoemd.
Rond 1462 werd begonnen met de bouw van de gotische Sint-Petrus' Bandenkerk.

### Vroegmoderne tijd
Bij het Traktaat van Venlo in 1543 kwam heel Gelre aan Karel V van Habsburg en in 1555 aan zijn zoon Filips II van Spanje, zodat Venray en omgeving deel uit ging maken van de Habsburgse Nederlanden.
Aan het eind van de Tachtigjarige Oorlog werd het voormalige Hertogdom Gelre bij de Vrede van Münster in 1648 definitief gesplitst. Opper-Gelre (met Venray) bleef deel uitmaken van de (katholieke) Spaanse of Zuidelijke Nederlanden onder de Spaanse Habsburgers, en bleef deel uitmaken van het Heilige Roomse Rijk; de drie noordelijke kwartieren van Gelre kwamen als Gelderland bij de (gereformeerde) Republiek der Zeven Verenigde Nederlanden, die zich van het Heilige Roomse Rijk had losgemaakt.
Venray werd nu een bolwerk van katholieke cultuur. In 1649 stichtten de katholieken van het naburige Deurne op Venrays grondgebied een grenskapel. Deurne lag in Staats-Brabant, en daar was de uitoefening van de katholieke eredienst verboden. In 1650 werd de eerste steen gelegd voor een franciscanenklooster (minderbroeders) en in 1651 kreeg Venray een Latijnse school, gesticht door aartshertog Leopold Willem van Oostenrijk, landvoogd der Zuidelijke Nederlanden. De katholieken van Vierlingsbeek stichtten in 1656 in Venray bij de Smakt een grenskapel die zij aan de heilige Lucia wijdden.
Koning Karel II van Spanje verkocht de heerlijkheid Venray samen met Helden in 1674 aan de adellijke familie Bouwens van der Boije, Heren van Macken te Holthees. Johan Albert Bouwens van der Boije stichtte 1699 de kapel van Sint Jozef in de Smakt.
Na de Spaanse Successieoorlog werd Opper-Gelre bij de Vrede van Utrecht in 1713 en het Barrièretraktaat in 1715 verdeeld onder de overwinnaars. Venlo en omstreken werd als Generaliteitsland aan de Republiek toegevoegd, Roermond en Weert kwamen aan de Oostenrijkse Nederlanden, Venray en Geldern werden Pruisisch. Venray bleef deel van Pruisisch Opper-Gelre totdat het bij de Vrede van Bazel in 1795 samen met alle andere Pruisische gebieden ten westen van de Rijn aan Frankrijk kwam.

### Moderne tijd
Van 1795 tot 1815 hoorde Venray bij het Franse Roerdepartement. Dit departement strekte zich uit langs de linkeroever van de Rijn, van Keulen in het zuiden tot Kleef in het noorden. Aken was de hoofdstad. Op last van Napoleon werden in 1802 alle kloosters gesloten en de religieuzen op de straat gezet. Dat lot trof het Venrayse augustinessenklooster Jerusalem en het klooster van de minderbroeders. De Latijnse school werd in 1810 gesloten.
Op het Congres van Wenen in 1815 werd Venray van de ten oosten van de Maas gelegen delen van Pruisisch Opper-Gelre afgescheiden, en toegevoegd aan de nieuwe gevormde provincie Limburg in het flink vergrote Koninkrijk der Nederlanden. De grens, die midden door het voormalige Opper-Gelre liep, werd gelegd op één kanonschot afstand van de Maas (800 Rijnlandse roeden, ongeveer 3 km).
Ontevreden over allerlei, sloot Limburg zich in 1830 bij de Belgische Opstand aan. Negen jaar lang was Venray nu in feite een Belgisch dorp, totdat Limburg in 1839 in een Belgisch Limburg en een Nederlands Limburg werd opgesplitst. Het Nederlandse Limburg (waarin Venray) was als nieuw gevormd hertogdom Limburg lid van de Duitse Bond, met als hertog de Nederlandse koning. In 1866 trad Limburg uit de Duitse Bond.
In de 19e eeuw domineerden de Venrayse schaapscompagnieën de Europese schaapshandel. Rond 1809 waren al een paar boeren voor het eerst te voet vanuit Venray met een kudde schapen naar Parijs vertrokken om ze daar te verkopen. Het ging om het vlees, niet om de wol. Een maand later kwamen ze met een zak vol geld weer terug. Rond 1826 werd de Grote Compagnie opgericht. In de topjaren in de tweede helft van de 19e eeuw zette deze organisatie jaarlijks ruim een miljoen gulden om. De schapen werden vervoerd naar de markten van Noord-Frankrijk en Parijs, later ook per trein, en per schip naar Londen. De families Poels, Raedts, Trynes, van Meijel en Elbers werden er groot mee. In Warcoing bij Doornik ontstond een soort van doorvoerplaats. Er bestonden er ook nog enkele kleinere compagnieën. Aan het eind van de eeuw was de vleeshandel in de slachthuizen van Parijs, London en Antwerpen voor een groot deel in handen van de Venrayse Grote Compagnie.
Ursulinen uit het Belgische Tildonk vestigden zich 1838 in het vervallen klooster Jerusalem. Daar gaven zij gratis onderwijs voor meisjes en stichtten een pensionaat voor meisjes, waarvoor wél betaald moest worden. Franciscanen kwamen in 1844 weer terug in Venray en namen de in 1837 heropende Latijnse school over. In 1857 werd deze school als Gymnasium Immaculatae Conceptionis in het Nederlandse onderwijssysteem opgenomen.
In 1905 werd begonnen met de bouw van het krankzinnigengesticht Sint-Servatius voor mannen door de Broeders van Liefde uit Gent in België. In 1907 kwamen de eerste patiënten. De Zusters van Liefde bouwden in 1908 het krankzinnigengesticht Sint-Anna voor vrouwen. De eerste patiënten arriveerden in 1909. Tegenwoordig bestaat deze instelling nog steeds en heet Vincent van Gogh, voor geestelijke gezondheidszorg.
Begin 20e eeuw, met name gedurende de Eerste Wereldoorlog, werden grote stukken van de Peel ontgonnen. Zo ontstond in 1921 het dorpje Ysselsteyn. Gemeenten konden in deze tijd renteloze voorschotten en technische hulp van het Rijk krijgen bij het bebossen van hun woeste nog onontgonnen gronden. Venray was de eerste gemeente in Nederland waaraan een renteloos voorschot werd verstrekt en wel voor de bebossing van het gebied rond de Ballonzuil vanaf 1907. In de periode tussen deze eerste ontginningsbossen en 1935 zijn vrijwel alle gemeentebossen aangelegd.
Het in 1915 geopende gymnasium "Sint Angela" van de Ursulinen van Jerusalem was het eerste gymnasium voor meisjes in rooms-katholiek Nederland.
In 1934 kreeg Venray een eigen ziekenhuis, gesticht door de Zusters Franciscanessen van de Congregatie Charitas uit Roosendaal.

### Tweede Wereldoorlog
Aan het eind van de Tweede Wereldoorlog vonden hevige gevechten in en rondom Venray plaats en werden grote verwoestingen aangericht. Bij Overloon werd begin oktober 1944 een van de grootste tankslagen uitgevochten tussen de 107e Duitse Pantserbrigade enerzijds en de 7e Amerikaanse en de 11e Britse Tankdivisie anderzijds: de Slag om Overloon. Aan beide zijden vielen vele honderden doden. Venray werd 18 oktober 1944 door de 3e Britse Infanteriedivisie bevrijd. Een week later vond echter op last van de Britse staf een algemene evacuatie plaats en de gehele winter 1944/1945 bleef Venray onbewoond frontgebied. Toen in 1945 de bevolking geleidelijk aan terugkeerde vond men een verwoeste kern, door vriend en vijand grondig vernield en leeggeroofd.
Op de militaire begraafplaats in Ysselsteyn, de enige Duitse militaire begraafplaats in Nederland, liggen 31.598 Duitse soldaten begraven.
Aan het Kennedyplein staat de voormalige Vredeskerk. De kerk en het bijbehorende monument zijn tot stand gekomen door inspanning van Duitsland, de Verenigde Staten, Canada, het Verenigd Koninkrijk en Nederland. Het geheel staat symbool voor vergeving en verzoening. Het monument kent verschillende onderdelen. Daaronder een carrillon, een grafsteen en zuilen. Op de zuilen zijn de namen aangebracht van 17 door de oorlog getroffen steden in Engeland, Duitsland en Nederland die meehielpen aan de realisering van kerk en monument. Tot deze steden behoren onder andere Liverpool, Stuttgart, Nijmegen en Rotterdam.

### Wederopbouw en industrialisatie
Al snel na de oorlog bleek dat Venray - van oudsher een agrarisch ingestelde gemeente - nieuwe wegen moest inslaan. Industrialisatie was een noodzaak geworden om de structurele werkloosheid het hoofd te kunnen bieden. Vanaf 1949 vestigden zich enkele kleine industrieën op een terrein aan de Maasheseweg. De industrialisatie kwam pas goed op gang toen Venray in 1953 door het Rijk werd aangewezen als industrialisatiekern.
Begin jaren 50 vonden in het noordwesten van de gemeente Venray in de Peel op grote schaal ontginningen plaats. Mede als gevolg van de rijksregeling voor de subsidiëring van boerderijenbouw op ontginningsgronden, ontstond hier in 1955 het dorpje Vredepeel, Venrays tiende kerkdorp. Vlak bij Vredepeel werd in 1954 een militair vliegveld aangelegd: vliegbasis de Peel. Als vliegveld werd het 1993 buiten gebruik genomen. In 2009 besloot de Commandant der Strijdkrachten de Groep Geleide Wapens van de luchtmacht en het Commando Luchtdoelartillerie van de landmacht samen te voegen tot één Commando Grondgebonden Luchtverdediging, onder verantwoording van de Commandant Landstrijdkrachten. Dit commando is nu het Defensie Grondgebonden Luchtverdedigingscommando en werd in 2012 operationeel. Het wordt geacht bescherming te bieden tegen luchtdreiging op alle hoogtes; zowel tegen vliegtuigen als tegen ballistische en kruisvluchtwapens.
De werkgelegenheid kreeg een flinke impuls door de vestiging van Rank Xerox halverwege de jaren zestig van de 20e eeuw. Tijdens de hoogtijdagen werken bij de Venrayse vestiging van het Xerox concern enkele duizenden werknemers. Toen het bedrijf in 2001 als onderdeel van een wereldwijde herstructurering alle productiefaciliteiten verkocht aan Flextronics veranderden een kleine 1000 man van werkgever. Enkele strategische activiteiten zullen onder Xerox' vlag voortgezet worden. Na enkele reorganisaties werd in oktober 2007 bekendgemaakt dat de vestiging in juni 2008 ging sluiten. In 2016 werd bekendgemaakt dat de tonerfabriek ook zal worden gesloten.
Topografisch kaartbeeld van Venray, 2011. Klik op de kaart voor een vergroting.

## Religie

### Kerken en kapellen
- Sint-Petrus' Bandenkerk, aan Grote Markt 24, uit 1475.
- Onze-Lieve-Vrouw van Zeven Smartenkerk, aan Leunseweg 3, uit 1927.
- Vredeskerk of Christus Koningkerk, aan het Kennedyplein, uit 1964.
- Zonneliedkerk, aan Kiosk 6, in 1977 als rooms-katholieke kapel gebouwd, sinds 1995 protestantse kerk.
- Sint-Annakapel (Langeweg), 19e-eeuws
- Sint-Annakapel (Sint Servatiusweg), 17e-eeuws
- Sint-Antoniuskapel, 17e-eeuws
- Sint-Barbara- en Martinuskapel, 1920
- Sint-Hubertus en Antonius Abtkapel, 17e-eeuws
- Sint-Odakapel, 18e-eeuws
- Sint-Rochuskapel, 17e-eeuws

### Kloosters en instellingen
- Ursulinenklooster, vestiging in 1838 in het augustinessenklooster "Jerusalem", dat bestaan had van 1422 tot 1802. In 1888 kwam er een meisjespensionaat, "Jerusalem" genaamd, aan Raadhuisstraat 1, dat in 1973 werd gesloten en in 1978-1979 tot raadhuis werd omgebouwd. Een tweede gebouw, het Sint-Odaklooster aan Merseloseweg 75, werd in 1950 gebouwd en is een rusthuis voor bejaarde zusters van de congregatie.
- Sint-Jozefklooster aan de Eindstraat, werd in 1880 in gebruik genomen en in 1980 buiten gebruik.
- Franciscanenklooster aan Patersstraat 39, in 1995 buiten gebruik. Franciscanen waren in Venray van 1647 af. In 1802 werd dit klooster gesloten om in 1844 weer in gebruik te worden genomen.
- Missiehuis Mill Hill, aan Westsingel, uit 1962
- Sint-Annagesticht, psychiatrisch ziekenhuis aan Noordsingel 39, vanaf 1907, gesticht door de Zusters van Liefde.
- Sint-Servatiusgesticht, psychiatrisch ziekenhuis aan Stationsweg 46, vanaf 1905, gesticht door de Broeders van Liefde.
  - Sint-Anna en Sint-Servatius fuseren in 1976. In 1992 treden de congregaties voorgoed terug, in 2003: GGZ-NML en vanaf 2010 Vincent van Gogh en Servaashof.
- Sint-Vincentiushuis, uit 1935, gesticht door de Zusters van de Goddelijke Voorzienigheid., voor de verzorging van chronisch psychiatrische patiënten. Sinds 1968: Huize Sint-Vincentius.
- Sint-Elisabeth Ziekenhuis, vanaf 1934, gesticht door de Zusters Franciscanessen. Tegenwoordig: VieCuri.

## Bezienswaardigheden
- Gitzelsmolen, een windmolen uit 1856, aan Sportlaan 10.
- Oude Raadhuis, uit 1885, aan de Grote Markt.
- Sint-Petrus' Bandenkerk (Grote Kerk), uit 1450, aan de Grote Markt.

## Musea
- Van 1981 tot 2017 was het Venrays Museum in 't Freulekeshuus gevestigd. In 2017 is het museum verhuisd naar een nieuw gebouw aan het Mgr. Goumansplein.
- Het Museum Psychiatrie Venray werd geopend in 1977 en bevat voorwerpen en documenten aangaande de geschiedenis van de psychiatrie in Venray, van 1905 tot heden.

## Natuur en landschap
Venray ligt op zandgrond, op een hoogte van ongeveer 25 meter. De belangrijkste natuurgebieden liggen ten westen van het centrum: Odapark en Vlakwater. De psychiatrische inrichting Sint-Anna, ten noorden van het centrum, heeft een bosrijk terrein, het Sint-Annabos. In het noordoosten vindt men de Boschhuizerbergen, een Natura 2000 gebied. In het noordwesten ligt het stroomgebied van de Loobeek.

## Sport
Venray heeft verschillende sportverenigingen, de bekendste zijn de voetbalclub SV Venray en hockeyclub MHCV. SV Venray speelt op sportcomplex "De Wieën". Verder is HV Manual de lokale handbalvereniging en VC Rooij de volleybalclub. Ook is GCC Geijsteren (golf) in Venray gevestigd.

## Muziek
- Venray heeft meerdere muziekverenigingen waaronder joekskapellen en enkele harmonie/fanfareorkesten. De grootste harmonie in Venray is de Koninklijke Harmonie "Euterpe".[4] Venray heeft nog een showkorps, namelijk M.M.S.K. "St. Petrus' Banden".[5]
- Het in 1909 opgerichte Venray's Mannenkoor is een van de grotere mannenkoren in Nederland.
- Het in 1959 opgerichte Zangers van St. Frans die Venray vertegenwoordigen over de wereld.

## Nabijgelegen kernen
Oostrum, Smakt, Merselo, Heide, Leunen, Castenray, Veulen, Oirlo, Ysselsteyn, Vredepeel, Geijsteren, Blitterswijck, Wanssum.